# Suseni (Mureș)
Pour les articles homonymes, voir Suseni.
Suseni (Marosfelfalu en hongrois, Pränzdorf en allemand) est une commune roumaine du județ de Mureș, dans la région historique de Transylvanie et dans la région de développement du Centre.

## Géographie
La commune de Suseni est située dans le nord-est du județ, sur la rive droite du Mureș et dans les collines du Mureș, à 4 km de Reghin et à 40 km de Târgu Mureș, le chef-lieu du județ.
La municipalité est composée des deux villages suivants (population en 2002) :
- Luieriu (765) ;
- Suseni (1 554), siège de la municipalité.

## Histoire
La première mention écrite du village date de 1319 sous le nom de Feelfalu comme bien de la puissante famille hongroise des Bánffy. Au Moyen Âge, le village avait une majorité saxonne.
La commune de Suseni a appartenu au royaume de Hongrie, puis à l'empire d'Autriche et à l'Empire austro-hongrois.
En 1876, lors de la réorganisation administrative de la Transylvanie, elle a été rattachée au comitat de Maros-Torda.
La commune de Suseni a rejoint la Roumanie en 1920, au traité de Trianon, lors de la désagrégation de l'Autriche-Hongrie. Après le deuxième arbitrage de Vienne, elle a été occupée par la Hongrie de 1940 à 1944, période durant laquelle sa petite communauté juive fut exterminée par les nazis. Elle est redevenue roumaine en 1945.

## Politique
Le Conseil Municipal de Suseni compte 11 sièges de conseillers municipaux. À l'issue des élections municipales de juin 2008, Mihai Morar (PSD) a été élu maire de la commune.
| Parti                                      | Nombre de conseillers |
| ------------------------------------------ | --------------------- |
| Parti social-démocrate (PSD)               | 4                     |
| Parti national libéral (PNL)               | 3                     |
| Union démocrate magyare de Roumanie (UDMR) | 2                     |
| Parti démocrate-libéral (PD-L)             | 1                     |
| Parti civique hongrois                     | 1                     |

## Religions
En 2002, la composition religieuse de la commune était la suivante :
- Chrétiens orthodoxes, 65,71 % ;
- Réformés, 29,27 % ;
- Adventistes du septième jour, 1,72 % ;
- Catholiques romains, 1,63 %.

## Démographie
En 1910, la commune comptait 1 093 Roumains (53,68 %), 762 Hongrois (37,43 %), 8 Allemands (0,39 %) et 172 Tsiganes (8,45 %).
En 1930, on recensait 1 163 Roumains (55,81 %), 714 Hongrois (34,26 %), 8 Juifs (0,38 %) et 194 Tsiganes (9,31 %).
En 2002, 1 423 Roumains (61,36 %) côtoient 683 Hongrois (29,53 %) et 207 Tsiganes (8,92 %). On comptait à cette date 887 ménages et 716 logements.
| 1850  | 1880  | 1900  | 1910  | 1930  | 1956  | 1977  | 1992  | 2002  |
| ----- | ----- | ----- | ----- | ----- | ----- | ----- | ----- | ----- |
| 1 193 | 1 280 | 1 760 | 2 036 | 2 084 | 2 426 | 2 534 | 2 257 | 2 319 |

| 2007  | - | - | - | - | - | - | - | - |
| ----- | - | - | - | - | - | - | - | - |
| 2 422 | - | - | - | - | - | - | - | - |

## Économie
L'économie de la commune repose sur l'agriculture (légumes et notamment oignons), l'élevage et la transformation du bois.

## Communications

### Routes
Suseni se trouve sur la route nationale DN15 Târgu Mureș-Reghin-Toplița.

### Voies ferrées
La commune est desservie par la ligne de chemin de fer Războieni-Deda.

## Lieux et monuments
- Suseni, ruines de l'église réformée du XIIIe siècle.